# Idea natunensis
Idea natunensis är en fjärilsart som beskrevs av Pieter Cornelius Tobias Snellen 1895/96. Idea natunensis ingår i släktet Idea och familjen praktfjärilar. Inga underarter finns listade i Catalogue of Life.